# Ноябрь 2008 года

Список событий ноября 2008 года.

## События
- 1 ноября
  - Активисты «Молодой Гвардии» и «Единой России» вышли с пикетом к зданию Федеральной миграционной службы России в Москве[1].
  - Парламент Грузии утвердил состав нового правительства во главе с Григолом Мгалоблишвили[2].
  - Правительство Ингушетии отправлено в отставку[3].
  - Национальный совет по телевидению и радиовещанию Украины объявил, что с 1-го ноября на территории страны не выходят в эфир некоторые российские телеканалы[4].
  - В результате столкновения между правительственными войсками Филиппин и экстремистами из Исламского фронта освобождения Моро погибло девятнадцать человек[5].
  - Опубликованы первые снимки, переданные зондом «Чандраян-1» на пути к Луне — фотографии Земли[6].
- 2 ноября
  - Британский премьер Гордон Браун обратился к руководству стран Персидского залива с просьбой оказать финансовую поддержку Международному валютному фонду[7].
  - Рупия Банда, выдвинутый Движением за многопартийную демократию, стал президентом Замбии[8].
  - Льюис Хэмилтон выиграл автогонки в классе машин «Формула-1»[9].
  - При посредничестве президента России президенты Армении и Азербайджана подписали декларацию по Нагорному Карабаху[10].
  - Умер известный швейцарский океанолог Жак Пикар[11].
- 3 ноября
  - Два крупнейших бразильских банка Itau и Unibanco объявили о слиянии с целью создать самую крупную частную финансовую группу в Южной Америке[12].
  - В результате серии терактов в Ираке погибли девять человек, ещё 33 получили ранения[13].
  - В Бангладеш достигнуто соглашение между основными партиями по вопросу парламентских выборов, датой выборов назначено 18 декабря[14].
- 4 ноября
  - Главы китайской Ассоциации за развитие связей между берегами Тайваньского пролива (en) и тайваньского Фонда обменов через Тайваньский пролив (en) подписали соглашения по развитию прямой торговли и транспортных связей между двумя странами[15].
  - В центре Мехико упал самолёт, погибли несколько человек, в том числе и министр внутренних дел Мексики Хуан Камило Моуриньо[16].
  - Министры иностранных дел стран Средиземноморского союза решили на встрече в Марселе, что штаб-квартира организации будет базироваться в Барселоне, а также что в деятельности организации будут на равных правах принимать участие представители Израиля и Лиги арабских государств[17].
  - В США официально начались выборы президента[18].
- 5 ноября
  - Индия испытала первый танк собственной разработки — «Арджун»[19].
  - Президент России Дмитрий Медведев обратился с Посланием к Федеральному Собранию, в котором, в частности, обвинил США в мировом финансовом кризисе, а также предложил увеличить срок полномочия президента до шести лет, а одного созыва Госдумы — до пяти[20].
  - Боевики из сектора Газа выпустили по Израилю 21 ракету и миномётный снаряд в ответ на ночную операцию израильской армии в палестинском анклаве[21].
  - Выборы в США:
    - Барак Обама избран 44-м президентом США и стал первым президентом-афроамериканцем[22].
    - Избиратели американского штата Вашингтон приняли закон, разрешающий эвтаназию[23].
    - По итогам выборов в Конгресс Демократическая партия США увеличила своё присутствие в сенате как минимум на шесть мест, и получила большинство в Палате представителей[24].
- 6 ноября
  - Группе японских учёных под руководством Ёсики Сасаи удалось получить нормально функционирующие ткани человеческого мозга из стволовых клеток[25].
  - Теракт рядом с маршрутным такси во Владикавказе. По последним данным, погибли 10 человек, пострадали около 40[26]. Взрывное устройство мощностью в 500 г. тротила в действие привела террористка-смертница[27]. 8 ноября объявлен в республике днём траура[28].
  - В 110 км к востоку от мыса Кабо-Грасьяс-а-Дьос на границе Никарагуа и Гондураса сформировался ураган «Палома»[29].
  - Пятым королём Бутана стал Джигме Кхесар Намгьял Вангчук[30].
- 7 ноября
  - В Брюсселе в преддверии встречи G20 открылся «обеденный» саммит ЕС[31].
  - В Тбилиси оппозиция провела антиправительственный митинг[32].
  - Государственная Дума Российской Федерации одобрила законопроект «О противодействии коррупции»[33].
  - Минувшей ночью до 12 человек (включая смертницу) увеличилось число жертв теракта во Владикавказе на площади у к/т «Дружба»[34]. Государственная дума почтила память погибших минутой молчания[35].
- 8 ноября
  - Индийский зонд «Чандраян-1» успешно вышел на селеноцентрическую орбиту[36].
  - В Новой Зеландии прошли парламентские выборы[37].
  - На Гаити произошло обрушение школы[38].
  - Россия и Венесуэла подписали меморандум о создании совместного банка[39].
- 9 ноября
  - Власти Египта выслали из страны Омара бен Ладена — одного из девятнадцати сыновей главаря террористической организации «Аль-Каида»[40].
  - Замминистра иностранных дел Александр Грушко заявил, что Россия не будет размещать ракетные комплексы «Искандер» в Калининградской области, если США откажутся от развёртывания третьего позиционного района ПРО в Восточной Европе[41].
  - В Латвии национализирован второй по величине банк Parex Bank[42].
  - В результате происшествия на АПЛ «Нерпа» задохнулись 20 человек, пострадал 21 человек. Возбуждено уголовное дело. Ядерный реактор на лодке работает в штатном режиме[43][44][45][46].
- 10 ноября
  - На северо-западе Китая произошло мощное землетрясение с эпицентром в провинции Цинхай, сила подземных толчков достигала 6,5 по шкале Рихтера[47].
  - Шведский государственный орган по надзору за финансовым сектором объявил об отзыве лицензии у крупнейшего банка Скандинавии «Carnegie Investment Bank»[48].
  - Международное рейтинговое агентство Fitch Ratings снизило прогноз по суверенному рейтингу России со стабильного на негативный. Ранее прогноз по рейтингу России со стабильного на негативный сменила и компания Standard & Poor's[49].
  - Спикер Верховной Рады Арсений Яценюк призвал все украинские ветви власти подписать договор о временном взаимодействии[50].
  - Женская теннисная ассоциация обновила рейтинг после итогового турнира в Дохе, лучшей теннисисткой по итогам года стала сербка Елена Янкович[51].
- 11 ноября
  - В городе Большой Камень под Комсомольском-на-Амуре прошла церемония прощания с военными моряками и гражданскими специалистами, погибшими в результате ЧП на подводной лодке «Нерпа» в Японском море[52].
  - Президент России Дмитрий Медведев внёс в Государственную Думу законопроект об увеличении срока полномочий Президента до 6 лет, а депутатов — до 5[53].
  - Генеральный секретарь египетского Высшего совета по делам древностей Захи Хавасс сообщил о находке в Саккаре новой пирамиды возрастом 4300 лет[54].
  - Задержан по обвинению в коррупции экс-президент Тайваня Чэнь Шуйбянь[55].
  - Американское аэрокосмическое агентство сообщило о завершении миссии зонда «Феникс»[56].
  - Японский МИД потребовал от Вашингтона объяснений по поводу инцидента в порту Окинавы, где без предупреждения появилась американская подводная лодка «Providence» с ядерными боеголовками на борту[57].
  - В Адлере сработало взрывное устройство, ранен один человек[58].
- 12 ноября
  - В Аденском заливе российским кораблём «Неустрашимый» совместно с британским фрегатом «Кемберленд» была отбита атака пиратов на датское судно[59].
  - Индия провела успешные испытания баллистических ракет подводных лодок K-15[60].
  - Узбекистан подал официальную ноту о выходе из Евразийского экономического сообщества[61].
  - Верховная Рада Украины отправила в отставку спикера Арсения Яценюка[62].
  - Власти Северной Кореи заявили о своём намерении закрыть с 1 декабря пограничные переходы с Южной Кореей[63].
- 13 ноября
  - Впервые с помощью метода прямого наблюдения обнаружены экстрасолнечные планеты: три у звезды HR 8799 и ещё одна у Фомальгаута[64].
  - Центробанк России повысил ставку рефинансирования до 12 % годовых[65].
  - Минфин США отказался от выкупа проблемных ипотечных активов[66].
- 14 ноября
  - Ударный зонд отделился от индийской лунной АМС «Чандраян-1» и успешно достиг поверхности Луны[67].
  - Государственная Дума Российской Федерации в первом чтении продлила срок полномочий Президента России[68].
  - По данным европейского статистического бюро Eurostat, ВВП в зоне обращения единой европейской валюты в третьем квартале 2008 г. по сравнению с предыдущим кварталом снизился на 0,2 %, тем самым Еврозона впервые вступила в полосу рецессии[69].
- 15 ноября
  - Три российских либеральных партии — СПС, Демократическая партия России и «Гражданская сила» самораспустились, чтобы сформировать одну — с рабочим названием «Правое дело»[70].
  - Произошёл взрыв в шахте города Петрила на северо-западе Румынии, погибло 12 человек[71].
  - Из Космического центра имени Кеннеди осуществлён пуск шаттла «Индевор» по программе STS-126, основная цель которой — это подготовка МКС к постоянной работе на её борту экипажа из шести человек[72].
  - В Вашингтоне стартовал Антикризисный саммит G-20[73].
- 16 ноября
  - В Индонезии произошло землетрясение магнитудой 7,7 балла. Появившееся после этого предупреждение о цунами впоследствии было отменено[74].
  - Барак Обама сложил с себя полномочия сенатора штата Иллинойс[75].
  - Правительство Ирака одобрило проект соглашения о статусе американских войск в стране[76].
- 17 ноября
  - В Демократической Республике Конго вспыхнули самые ожесточённые за последнее время бои, несмотря на то, что накануне повстанцы обещали соблюдать перемирие[77].
  - Произведён арест одного из лидеров баскской сепаратистской группировки ЭТА, Мигеля де Гарикоица Рубины, предположительно руководителя боевыми операциями ЭТА[78].
  - Представители ВМС США заявили, что сомалийские пираты захватили в Аравийском море нефтеналивной танкер «Sirius Star» — самое большое судно, ставшее добычей пиратов в данном районе[79].
  - По сообщению агентства Bloomberg экономика Японии, вторая в мире по величине, вступила в стадию рецессии впервые с 2001 года[80].
  - США разрешили безвизовый въезд для 7 стран: Южной Кореи, Чехии, Венгрии, Словакии и стран Балтии[81].
- 18 ноября
  - Сомалийские пираты:
    - захватили судно из Гонконга[82].
    - начали переговоры о захваченном саудовском танкере «Sirius Star»[83].

  - Компания Yahoo объявила о том, что один из её основателей, исполнительный директор Джерри Янг, принял решение покинуть этот пост[84].
  - «Московский залоговый банк» приостановил выплаты своим клиентам, а Всемирный банк дал неблагоприятные прогнозы развития российской экономики, такие, как ослабление рубля, увеличение объёмов «бегства» капиталов и двукратное сокращение темпов роста ВВП — до трёх процентов[85].
- 19 ноября
  - Прошла инаугурация премьер-министра Новой Зеландии Джона Ки.[86]
  - Сербия высказала намерение обратиться в Гаагский суд с иском против Хорватии. Сербия обвиняет Хорватию в этнических чистках и военных преступлениях, совершенных на территории страны во время операции «Буря» в 1995 году[87].
  - В России, по данным Росстата, финансовый кризис вызвал серьёзный рост задолженностей по зарплате, с 2 % в сентябре до 33 % в октябре 2008 года[88].
  - Госдума РФ приняла во втором чтении поправки в Конституцию, которые увеличивают срок полномочий президента и депутатов[89]. Оппозиция проводит пикеты протеста.
  - ВМС Индии сообщили, что индийский сторожевой корабль «Табар» потопил пиратское судно в Аденском заливе[90].
  - Испанские хирурги впервые в мире осуществили пересадку лёгочной трахеи, органа, выращенного из стволовых клеток пациента[91].
- 20 ноября
  - В Бангкоке произошёл взрыв бомбы в палаточном лагере оппозиционного движения «Народный союз за демократию», один погиб, 23 человека было ранено[92].
  - Мировой финансово-экономический кризис:
    - Руководство заводов «Группы ГАЗ» приняли решение ввести с 19 января 2009 года трёхдневную рабочую неделю[93].
    - Французская автомобилестроительная компания корпорация «Пежо-Ситроен» высказала намерение сократить 2700 рабочих мест[94].
    - Финляндия, Швеция, Норвегия и Дания приняли решение выделить Исландии кредит на сумму 2,5 миллиарда долларов[95].
    - Премьер-министр РФ Владимир Путин на съезде партии «Единая Россия» пообещал сделать всё, чтобы не допустить экономического шока[96].
    - Компании «Форд», «Крайслер» и «Дженерал Моторс» по итогам двухдневных дебатов в конгрессе США не получили финансовой помощи[97].
- 21 ноября
  - Автоконцерн Toyota, крупнейший в мире производитель автомобилей, объявил о сокращении количества временных сотрудников в Японии на 50 % в связи с падением уровня продаж[98].
  - Сделана пересадка сердца пациентке, ожидавшей трансплантации почти 4 месяца; в течение 118 дней кровообращение в ней поддерживал специальный механизм — это самое продолжительное использование искусственного кровообращения в истории медицины[99].
  - Строительство башни «Россия» в Москва-сити заморожено[100].
  - Государственная дума в третьем чтении одобрила поправки в Конституцию об увеличении сроков полномочий главы государства и парламента[101].
  - Сомалийские пираты освободили за выкуп греческий танкер «Genius»[102].
- 22 ноября
  - В Перу начался саммит АТЭС[103].
  - Ответственность за взрыв нефтепровода Киркук — Джейхан взяли курдские сепаратисты от Рабочей партии Курдистана[104].
  - Правительство Колумбии подтвердило факт извержения вулкана Невадо-дель-Уила в южной Колумбии, в результате которого погибло по меньшей мере 10 человек и эвакуировано 12 тысяч[105].
  - Сенатор от штата Нью-Йорк Хиллари Клинтон приняла предложение избранного президента США Барака Обамы возглавить государственный департамент[106].
  - ВМС Саудовской Аравии присоединились к операции НАТО против сомалийских пиратов[107].
- 23 ноября
  - Умер первый президент Мальдив Ибрагим Насир[108].
  - Над территорией юго-центральной провинции Канады Саскачеван пролетел крупный метеорит массой свыше 10 тонн[109].
  - Правительство Бурунди отменило смертную казнь, а также признало незаконными геноцид и военные преступления[110].
  - В Венесуэле прошли региональные выборы[111].
- 24 ноября
  - Правительство США приняло решение оказать помощь одной из крупнейших финансовых корпораций Citigroup, выделив ей кредит 20 миллиардов долларов[112].
  - Премьер-министр Великобритании Гордон Браун объявил планы правительства поднять подоходный налог, впервые с 1975 года[113].
  - На прошедшем в Лиме (Перу) саммите лидеры стран АТЭС приняли решение победить финансовый кризис к 2010 году[114].
  - Экс-спикер грузинского парламента Нино Бурджанадзе основала собственную партию и высказала намерение баллотироваться на пост президента Грузии[115].
- 25 ноября
  - В венесуэльский порт Ла-Гуэйра пришёл отряд российских боевых кораблей, в который входят атомный ракетный крейсер «Пётр Великий», противолодочный корабль «Адмирал Чабаненко» и два корабля обеспечения[116].
  - В Бангкоке тысячи сторонников оппозиционной партии «Народный альянс за демократию» блокировали правительственные здания и требуют свержения правительства и отставки премьер-министра страны Сомчая Вонгсавата[117].
  - В результате наводнения в южном бразильском штате Санта-Катарина по меньшей мере, 45 человек погибли и более 22000 жителей остались без крова[118].
- 26 ноября
  - С космодрома «Байконур» успешно стартовал космический корабль «Прогресс М-01М» новой модели, её отличительной особенностью является цифровая система управления[119].
  - Во всемирной шахматной олимпиаде первое место заняли мужская сборная Армении и женская сборная Грузии[120].
  - Подавляющее большинство жителей Гренландии проголосовало за значительное расширение автономии острова, формально принадлежащего Дании[121].
  - Политический кризис в Таиланде: в Бангкоке сторонники оппозиционной партии «Народный альянс за демократию» взяли в осаду аэропорт города «Суварнабхуми»[122].
  - Во Владикавказе застрелен мэр города Виталий Караев[123].
- 27 ноября
  - Airbus A320, принадлежавший новозеландской авиакомпании Air New Zealand, с семью членами экипажа на борту разбился недалеко от побережья Франции[124].
  - Россия и Бразилия договорились о безвизовом режиме[125].
  - Совершён теракт возле посольства США в Афганистане[126].
  - Политический кризис в Таиланде: антиправительственные протестующие блокировали второй бангкокский аэропорт «Дон Муанг» через сутки после осады главного международного аэропорта страны «Суварнабхуми»[127].
  - В индийском городе Мумбае была совершена серия терактов[128].
- 28 ноября
  - Президент России Дмитрий Медведев встретился в Гаване с Фиделем и Раулем Кастро[129].
  - Премьер-министр Таиланда Сончат Вонгсават объявил режим чрезвычайного положения в двух захваченных оппозицией аэропортах Бангкока[130].
  - Член британского парламента Дэмиан Грин был арестован по подозрению в раскрытии информации, составляющей государственную тайну[131].
  - Начался штурм комплекса «Нариман Хаус» в Мумбаи, где находится захваченный террористами Еврейский центр[132].
- 29 ноября
  - В Нигерии в результате уличных беспорядков в городе Джос погибли, по меньшей мере, 300 человек[133].
  - Политический кризис в Таиланде: несколько сотен демонстрантов, оккупировавших основной терминал международного аэропорта «Суварнабхуми», не подчинились требованиям властей покинуть аэропорт и прогнали кордоны полиции примерно из 150 человек[134].
  - Грузия разорвала дипломатические отношения с Никарагуа[135].
  - Индийский спецназ объявил о завершении спецоперации по уничтожению террористов в гостиницах Мумбаи[136].
- 30 ноября
  - Окончен полёт по программе STS-126 шаттла «Индевор», космический челнок успешно приземлился на базе ВВС «Эдвардс» в Калифорнии[137].
  - В Аденском заливе пиратские лодки атаковали круизный лайнер NAUTICA, способный брать на борт до 700 пассажиров, судно ушло от пиратов на полном ходу, находясь в коридоре безопасности[138].
  - В Северо-Курильске в результате пожара на местной электростанции весь город лишён электроснабжения. Введён режим чрезвычайной ситуации[139].
  - После атаки террористов на индийский город Мумбаи и последовавшего за ней осложнения отношений между Индией и Пакистаном Пакистан привел в боевую готовность свои сухопутные войска и военно-воздушные силы[140].
  - Политический кризис в Таиланде: в лагере оппозиции взорвано несколько гранат, что привело к ранениям более 70 человек[141].
  - В Румынии прошли выборы в парламент[142].